# Pinkowitz
Pinkowitz ist ein Ortsteil der Ortschaft Gauernitz in der Gemeinde Klipphausen im Landkreis Meißen, Sachsen.

## Geographie
Pinkowitz liegt zwischen Meißen und Dresden im Meißner Hochland. Es befindet sich auf der langgezogenen Hochfläche zwischen den linkselbischen Tälern Regenbachtal und Eichhörnchengrund. Das Dorf besteht im Wesentlichen aus einem Vierseit- und einem Dreiseithof. Benachbarte Orte sind Gauernitz im Norden, Constappel im Osten und Hartha im Süden. Südwestlich benachbart liegt Röhrsdorf, das zur Ortschaft Klipphausen gehört, nordwestlich benachbart ist Pegenau, Ortschaft Scharfenberg.

## Geschichte

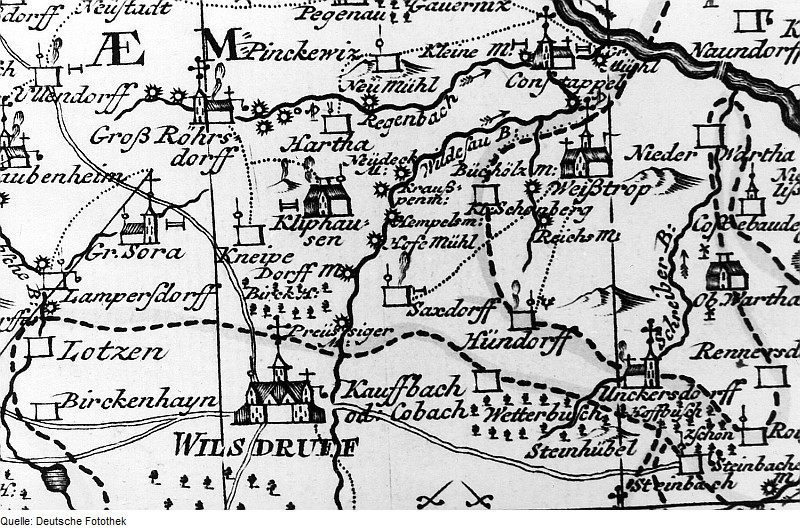
„Pinckewiz“ auf einer Karte des Amtes Meißen von 1750

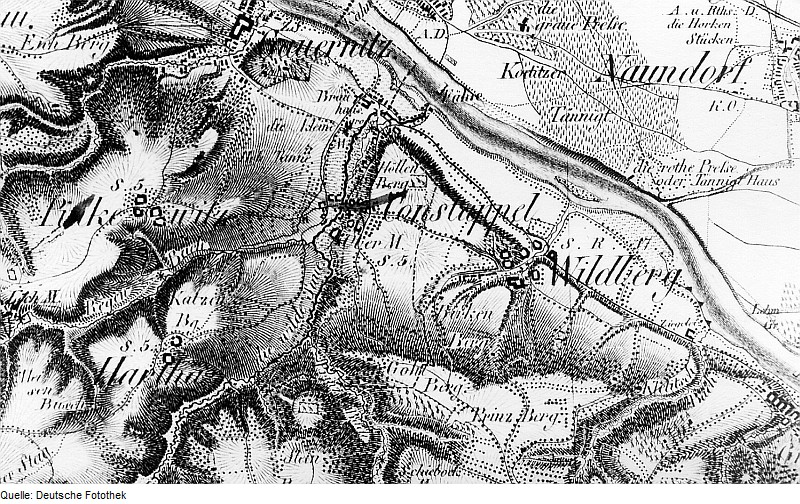
„Pinkewitz“ auf einer Karte aus dem 19. Jahrhundert

Erstmals urkundlich erwähnt wurde Pinkowitz 1350 als „Penkuwicz“. Der Ortsname wandelte sich unter anderem über die Stationen „Pynncwicz“ (1477), „Benckewitz“ (1527) und „Winkewicz“ (1539) allmählich hin zur heutigen Form. Verwaltet wurde das Dorf vom Erbamt Meißen. Die Grundherrschaft übten die Herren des Rittergutes Gauernitz aus. Der Rundling verfügte im Jahr 1900 über eine 119 Hektar große Block- und Streifenflur. Eingepfarrt war und ist es nach Constappel. Am 1. April 1937 erfolgte die Eingemeindung nach Gauernitz. Als Teil dieser früheren Gemeinde, die ebenso wie Scharfenberg den Status einer Ortschaft besitzt, kam Pinkowitz am 1. Januar 1999 zur Gemeinde Klipphausen. Im Ort gibt es drei als Kulturdenkmal geschützte Gebäude (siehe Liste der Kulturdenkmale in Pinkowitz).

### Einwohnerentwicklung
| Jahr | Einwohner                    |
| ---- | ---------------------------- |
| 1547 | 3 besessene Mann, 8 Inwohner |
| 1764 | 3 besessene Mann             |
| 1834 | 53                           |
| 1871 | 50                           |
| 1890 | 51                           |
| 1910 | 53                           |
| 1925 | 49                           |
| 1939 | siehe Gauernitz              |